# Юзефув (Козеницький повіт)
Юзефув (пол. Józefów) — село в Польщі, у гміні Ґловачув Козеницького повіту Мазовецького воєводства.
У 1975-1998 роках село належало до Радомського воєводства.